# Aleksina
Aleksina (ros. Алексина) – wieś (ros. деревня, trb. dieriewnia) w zachodniej Rosji, w sielsowiecie romanowskim rejonu chomutowskiego w obwodzie kurskim.

## Geografia
Miejscowość położona jest nad rzeką Waśko, 8 km od centrum administracyjnego sielsowietu romanowskiego (Romanowo), 12 km od centrum administracyjnego rejonu (Chomutowka), 115 km od Kurska.
W granicach miejscowości znajduje się ulica Riecznaja.

## Historia
Do czasu reformy administracyjnej w roku 2010 wieś Aleksina wchodziła w skład sielsowietu starszeńskiego, który w tymże roku został włączony w sielsowiet romanowski.

## Demografia
W 2010 r. miejscowość zamieszkiwało 7 osób.